# 야나기사와 야스쓰구

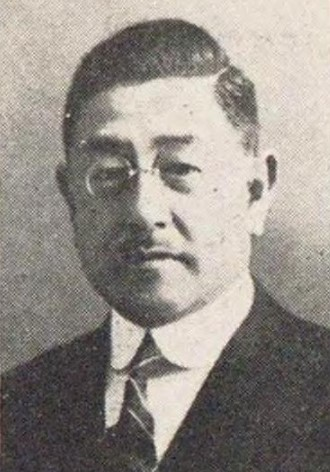
야나기사와 야스쓰구

야나기사와 야스쓰구(柳沢保承, 1888년 12월 20일~1960년 10월 25일)는 일본의 화족이다. 야마토 고리야마번 제6대 번주 야나기사와 야스노부(柳沢保申)의 장남이다. 부친의 양자 야나기사와 야스토시(柳沢保恵)의 뒤를 이어 백작 작위를 계승하였다.

## 가족 관계
- 부인 : 야나기사와 나오코(柳沢尚子, 1894년 ~ 1973년) - 후작 나베시마 나오히로(鍋島直大)의 딸
  - 장녀 : 아키코(昭子, 1914년 ~ ) - 자작 교고쿠 다카미쓰(기요)(京極高光/杞陽)와 혼인
  - 차녀 : 노리코(典子, 1915년 ~ 1917년)
  - 삼녀 : 도요코(豊子, 1917년 ~ 1939년) - 백작 후시미 히로히데(伏見博英)와 혼인
  - 사녀 : 사쿠코(佐久子, 1923년 ~ ) - 야스쓰구의 서양자 야나기사와 나리노리(柳沢斉徳)[1]와 혼인